# سید علیرضا عبادی

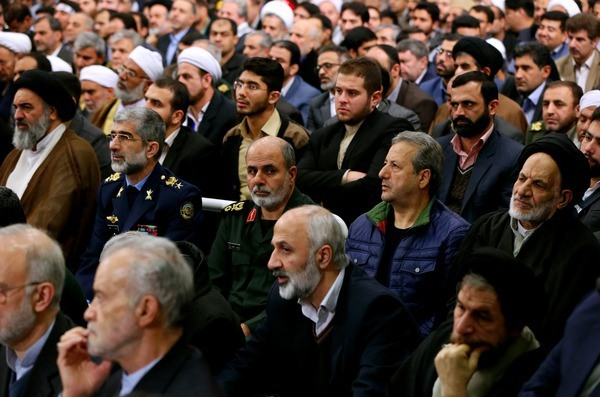
سید علیرضا عبادی در دیدار مسئولان نظام و میهمانان کنفرانس وحدت اسلامى‌ با سیدعلی خامنه‌ای، ۲۷ آذر ۱۳۹۵

سید علیرضا عبادی، (۱۳۱۸، خوسف)، نماینده کنونی ولی فقیه در استان خراسان جنوبی و امام جمعه بیرجند می‌باشد. وی پیش از این نماینده دوره‌های پنجم و هفتم مجلس شورای اسلامی از شهرستان بیرجند بود.
وی پیش از نمایندگی، رئیس عقیدتی، سیاسی نیروهای مسلح در نیروی زمینی ارتش بیرجند بود.
وی یکی از معترضان به استاندار وقت خراسان جنوبی (علی اکبر پرویزی) در اسفندماه ۹۵ بود. این اعتراض به خاطر آنچه از سوی عبادی «ضد دین بودن صحبت‌های پرویزی» عنوان شد صورت گرفت.

## زندگی
عبادی در سال ۱۳۱۸ ه‍.ش در خانواده‌ای روحانی در خراسان به‌دنیا آمد. پدرش سید حیدر عبادی در تمامی دوران تحصیل به تبلیغ پرداخت و در عین حال برای امرار معاش به شغل کشاورزی مشغول بود. مادرش نیز نوه حاج میرزا علی خوسفی بود. 
وی برادر سیدمهدی عبادی امام جمعه فقید مشهد مقدس و نماینده اسبق ولی فقیه در سیستان و بلوچستان می باشد.

## نمایندگی ولی فقیه در خراسان جنوبی
انتصاب وی در ۱۴ مردادماه ۱۳۹۵ از سوی سید علی خامنه‌ای به عنوان نماینده رهبری در استان خراسان جنوبی صورت گرفت.

## امامت جمعه بیرجند
در پی برکناری علی رضایی بیرجندی از امامت جمعه بیرجند، سید علی خامنه‌ای در ۱۳ شهریور ۱۳۹۶ عبادی را امامت جمعه بیرجند منصوب کرد.